# Walter Kollmann
Walter Kollmann (ur. 17 czerwca 1932, zm. 16 maja 2017) – austriacki piłkarz, boczny obrońca. Brązowy medalista MŚ 54.
Grał w SC Wacker Wiedeń i Wiener SC. W reprezentacji Austrii w latach 1952–1958 zagrał 16 razy. Podczas MŚ 54 pojawił się na boisku w jednym meczu, zwycięskim spotkaniu o trzecie miejsce z Urugwajem. Jeden mecz rozegrał także na MŚ 58. Brał udział w igrzyskach w Helsinkach (1952).